# Jennifer Tisdale
Jennifer Kelly Tisdale (Neptune, New Jersey, 18 de setembro de 1981) é uma atriz estadunidense e irmã da atriz e cantora Ashley Tisdale, conhecida por ter interpretado Katie Cooper na série Boston Legal. Se casou com Shane McChesnie em 7 de agosto de 2009, em uma cerimonia privada em Nova Jersey, onde Ashley Tisdale foi a madrinha. A primeira filha do casal, Mikayla Dawn, nasceu dia 13 de fevereiro de 2010.

## Filmografia
| Year      | Title                         | Role                 | Notes                 |
| --------- | ----------------------------- | -------------------- | --------------------- |
| 2000      | City Guys                     | Cheerleader          | 1 episódio            |
| 2001      | Boston Legal                  | Katie Cooper         | 1 episódio            |
| 2001      | Undressed                     | Betsy                | 5ª Temporada          |
| 2002      | Raising Dad                   | Kim                  | 1 episódio            |
| 2004      | Two and a Half Men            | Erin                 | Personagem Recorrente |
| 2004      | Clubhouse                     | Cheerleader          | Piloto                |
| 2006      | Prison Break                  | Liza                 |                       |
| 2007      | The Suite Life of Zack & Cody | Funcionária do Salão | 2 episódios           |
| 2007      | Bring It On: In It to Win It  | Chelsea              | Direto em DVD         |
| 2007      | Ugly Betty                    | Alex Ponchedo        | Participação Especial |
| 2008-2009 | Zack e Cody: Gêmeos a Bordo   | Connie               | Personagem Recorrente |

## Curiosidades
- Aparece em dois episódios de Zack e Cody: Gêmeos a Bordo.
- Canta a Musica Don’t You Think I’m Hot que faz parte da trilha sonora do filme Bring It On: In It to Win It.